# پیتر اندرو کورنینگ
پیتر اندرو کورنینگ (انگلیسی: Peter Corning؛ زادهٔ ۱۹۳۵ (۸۹–۹۰ سال)) دانشمند در زمینه سامانه پیچیده، نظریه سامانه‌ها، سایبرنتیک، و فرگشت اهل ایالات متحده آمریکا است.